# Semantica lessicale
La semantica lessicale è un sottocampo della semantica e consiste nello studio di come e che cosa denotano le parole di una lingua. Le parole possono denotare cose nel mondo o concetti, secondo il particolare approccio alla semantica lessicale.
Le unità di significato nella semantica lessicale sono dette unità lessicali. Apprendere nuove parole e i loro significati equivale ad apprendere nuove unità lessicali. Mentre il processo di apprendimento delle regole grammaticali della propria lingua nativa avviene durante i primi anni di vita, quello relativo all'apprendimento di unità lessicali avviene tipicamente durante tutta la vita di una persona.
La semantica lessicale copre teorie di classificazione e decomposizione del significato delle parole, le differenze e le similarità di struttura lessico-semantica tra diverse lingue e all'interno della stessa lingua (campo semantico). Si occupa inoltre del contributo del significato delle parole a quello di una frase. 
Nella semantica rientra anche lo studio del fenomeno linguistico della desemantizzazione per cui vengono tolti alcuni significati parziali di una parola per mettere in evidenza un significato più ampio (per esempio: "ammazzare il tempo")